# Parachadisra
Parachadisra is een geslacht van vlinders van de familie tandvlinders (Notodontidae).

## Soorten
- P. atrifusa Hampson, 1897
- P. varians Bethune-Baker, 1908